# Șofron Vălean
Șofron Vălean (n. 1890 – d. 1947, Ruși, județul Hunedoara) a fost un deputat în Marea Adunare Națională de la Alba Iulia , organismul legislativ reprezentativ al „tuturor românilor din Transilvania, Banat și Țara Ungurească”, cel care a adoptat hotărârea privind Unirea Transilvaniei cu România, la 1 decembrie 1918  :p. 227.

## Biografie
A luat parte la Primul Război Mondial în cadrul Regimentului 64 Infanterie Orăștie. După Unire a fost agent fiscal :p. 227. 

## Activitatea politică

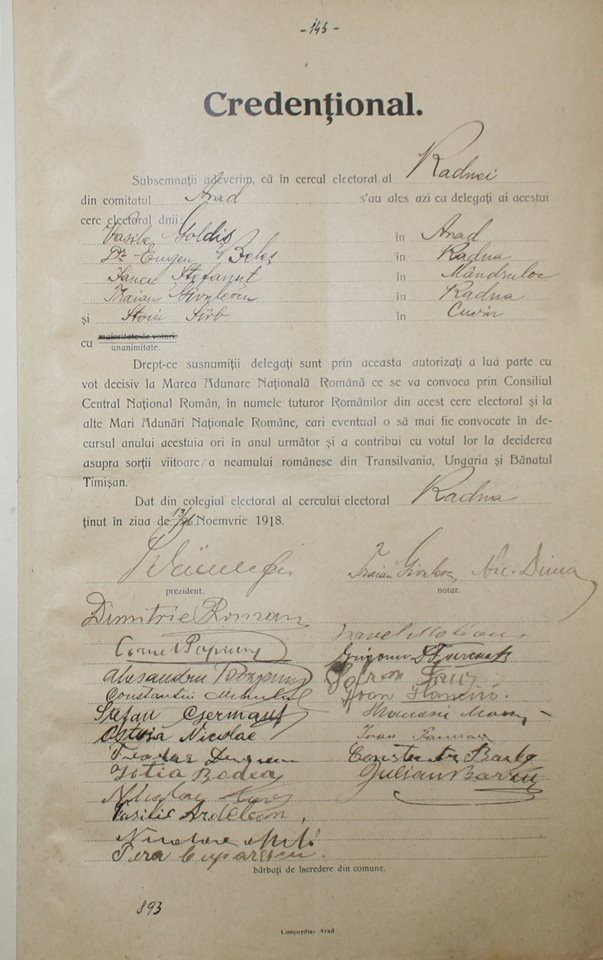
Credențional

Ca deputat în Adunarea Națională din 1 decembrie 1918, Șofron Vălean a fost delegată a Cercului electoral Hațeg :p. 227.